# Waldemar Price
Adolph Frederik Waldemar Price (født 1. september 1836 i København, død 4. januar 1908 sammesteds) var en dansk balletdanser.
Waldemar Price var søn af Johan Adolph Price og medvirkede efter familiens sædvane allerede som barn i pantomimerne på Vesterbros Morskabstheater, første gang 1840 som Amor i Pygmalion; 1849 kom han til Det Kongelige Teaters Balletskole og steg fra balletdanser (1856) gennem sekonddanser (1861) til danser (1866), hvor han, der ikke attråede de store solopartier, forblev. Sin egentlige debut på Det Kongelige Theater havde Price 19. december 1857 som Ditleif i Valdemar; det varede endnu nogle år, inden han ved sin fremstilling af titelrollen i samme ballet (1866-1867) slog igennem i publikums bevidsthed, men fra da af stod han også fast i første række blandt ballettens mandlige kræfter; hvor kraftig og harmonisk hans dans end var, er det dog særlig som mimiker han har betydning. Junker Ove i Et Folkesagn og Edouard i Livjægerne på Amager kendetegne hver på sin vis Prices unge repertoire, den første ved sin Christian Wintherske romantik, den anden ved sit elskværdige, om end en kende selvbevidste, galanteri; blandt hans unge repertoire må nævnes Alonzo i Toreadoren, hvor hans danses fortrin lykkelig forenede sig med hans dramatiske evne til en illuderende genfremstilling af den vundne tyrefægtning. Prices ypperlige fremstilling af den forsorne Ola i Brudefærden i Hardanger og den vilde Svend i Fjeldstuen danner overgangen til hans ældre karakterroller; han har her hævet sig til tragisk kraft som Svend i Valdemar og til burlesk bredde som Bjørn i Valkyrien. Price har sammen med sine søstre givet gæsteforestillinger i Norge og Sverige, således 1859 i Bergen, 1860 i Stockholm og Gøteborg samt 1865 i Kristiania. Price ægtede 4. juni 1883 Cathinca Balle (født 2. september 1857), datter af grosserer Carl Christian August Balle (født 1819), en sønnesøn af biskop Nicolai Edinger Balle.